# 차오밍웨
차오밍웨(曹明悦, 1995년 11월 21일 ~ )는 중국의 배우이다.

## 출연작

### 드라마
- 2019년 저장 위성 텔레비전 주파극장 《촉산전기 2》 - 악문 역
- 2019년 아이치이 웹드라마 《비상Y성인》 - 미아 역
- 2019년 아이치이 웹드라마 《종전유좌영검산》 - 문인 역
- 2020년 아이치이 웹드라마 《소주차만행》 - 단설미 역
- 2021년 아이치이 웹드라마 《순환초련》 - 양쉬이 역
- 2023년 소후 웹드라마 《야성부》 - 복성비우 역